# Brenda Jones
Brenda Jones (ur. 17 listopada 1936 w Leongatha, w stanie Wiktoria) – australijska lekkoatletka, specjalizująca się w biegach średniodystansowych, srebrna medalistka igrzysk olimpijskich z 1960, z Rzymu, w biegu na 800 metrów. Po wyjściu za mąż występowała jako Brenda Carr.

## Finały olimpijskie
- 1960 – Rzym, bieg na 800 m – srebrny medal

## Inne osiągnięcia
- pięciokrotna mistrzyni Australii, w biegach na 440 jardów (1958), 880 jardów (1958), 1500 metrów (1968) oraz dwukrotnie w biegach przełajowych (1,5 mili w 1963 oraz 3 kilometry w 1968)
- czterokrotna wicemistrzyni Australii, w biegach na 880 jardów (1956, 1960, 1962) oraz 1500 metrów (1969)
- dwukrotna brązowa medalistka mistrzostw Australii, w biegach na 800 metrów (1968, 1969)
- sześciokrotna rekordzistka kraju w biegu na 800 metrów[1]

## Rekordy życiowe
- bieg na 800 metrów – 2:04,4 (1960)